# دحلة الفاطر
دحلة الفاطر قرية من قرى محافظة الحناكية في منطقة المدينة المنورة في السعودية، تقع شرق المدينة المنورة